# Wisdom (albatross)

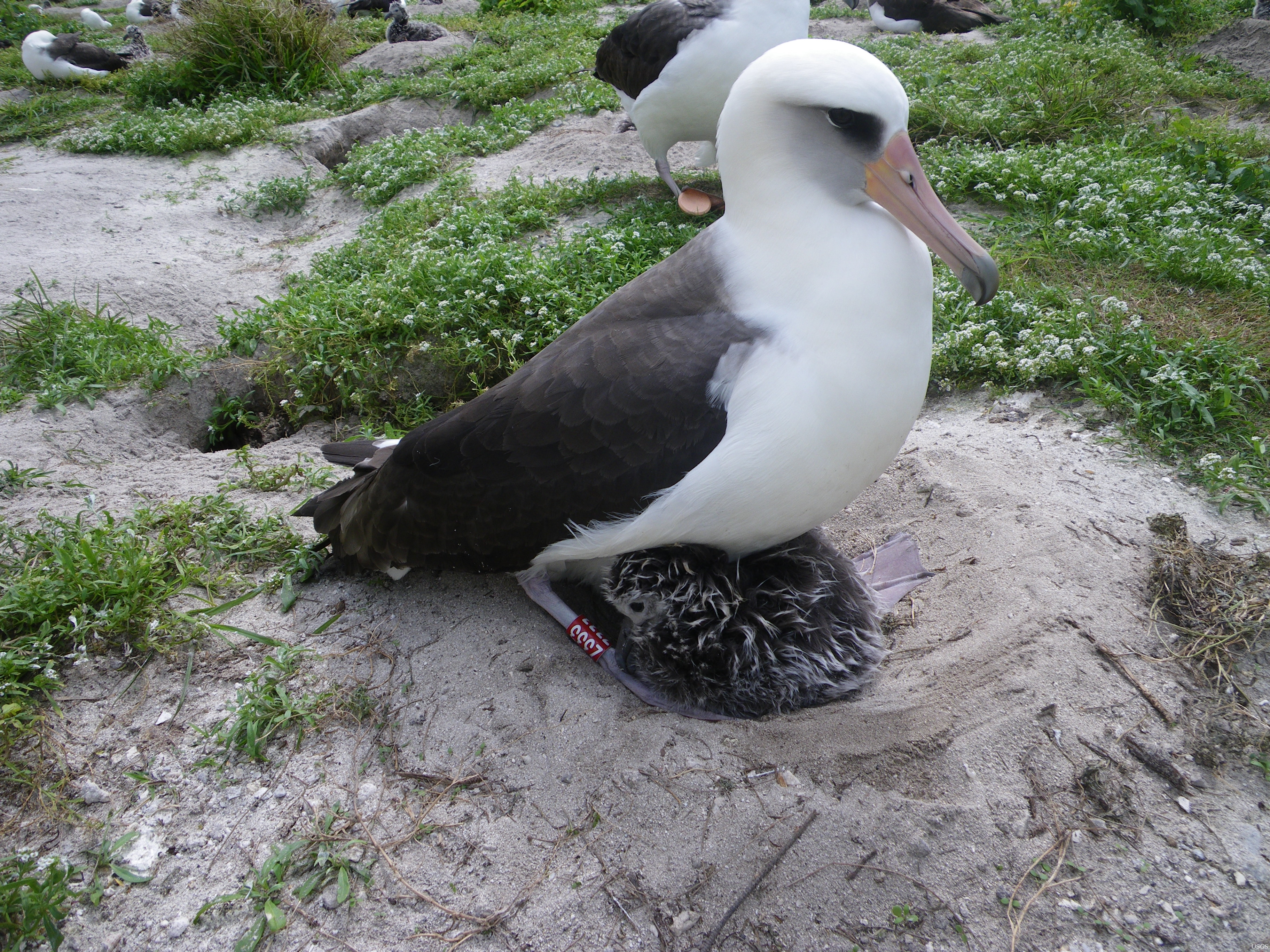
Wisdom med unge, 2011.

Wisdom, född cirka 1951 på Midwayöarna, är en laysanalbatross (Phoebastria immutabilis) som anses vara världens äldsta viltlevande fågel.
Albatrossen, som är en hona, ringmärktes i boet år 1956 av Chandler Robbins från United States Geological Survey efter att ha lagt sitt troligen första ägg. Namnet Wisdom fick hon dock först 2001 när hon återfanns av den då 81-åriga Robbins. Med sitt ringnummer #Z333 är hon också världens äldsta ringmärkta fågel. 
Wisdom observerades senast på Midwayatollen i  december 2022 utan sin make Akeakamai. Hennes senast bekräftade häckning var i december 2020 och ägget kläcktes den 1 februari 2021.
Wisdom har lagt ett ägg varje år sedan 2001 och fött upp mer än 35 ungar. Under sin livstid har hon flugit mer än 4,8 miljoner kilometer, en sträcka motsvarande nästan sex gånger till månen tur och retur, och ringmärkts sex gånger när märkningen slitits upp.
Hennes levnadsöde har genom åren skildrats i medier både i USA och i andra länder och år 2013 skrev  Darcy Pattison en barnbok om Wisdom.
I december 2022 rapporterades att Wisdom åter var på Midway. 